# 李熾福
李熾福，清朝政治人物。廣東英德縣人。
李熾福為監生出身。咸豐七年（1857年）九月，出任湖南永順府龍山縣知縣。